# Steven Runciman
Pour les articles homonymes, voir Runciman.
Steven Runciman, de son vrai nom James Cochran Stevenson Runciman, (7 juillet 1903 – 1er novembre 2000) est un historien médiéviste britannique, spécialiste de Byzance. 
Il est connu pour son Histoire des croisades publiée de 1951 à 1954 en trois volumes et traduite en français en un volume en 2006.

## Biographie
Né dans le comté de Northumberland au nord-est de l'Angleterre, Steven Runciman est le deuxième fils de Walter Runciman, 1er vicomte Runciman de Doxford et de son épouse Hilda Runciman. Ses deux parents furent membres du parlement et appartenaient au Parti libéral. Son grand-père paternel, Walter Runciman (1er baron Runciman), a fait fortune dans le commerce maritime.
Steven Runciman indique qu'il a commencé à étudier le grec ancien à l'âge de 7 ou 8 ans. Il fait ses études secondaires au Eton College, où il est lié avec George Dadie Rylands et contemporain d'Eric Blair, puis s'inscrit en 1921 au Trinity College de l’Cambridge, en même temps que Dadie Rylands, où il étudie l’histoire. Il obtient un bourse de recherche et d’enseignement à Trinity en 1927.
Ayant recueilli un héritage important de son grand-père, Runciman démissionne en 1938. Il est attaché de presse à l'Ambassade britannique à Sofia, puis lorsque les Allemands envahissent le pays, il suit la légation britannique à Istanbul, où il est professeur d’art et histoire byzantines à l’université d'Istanbul jusqu'en 1945. Après-guerre, il dirige le British Council à Athènes. C'est à son retour en Angleterre qu'il commence à publier, d'abord son Histoire des croisades (1951-1954), puis The Sicilian Vespers (1958) et The Fall of Constantinople, 1453 (1965), The Great Church in Captivity (1968). Il partage son temps entre St John's Wood à Londres et l'île d'Eigg, en Écosse, puis dans une « tower house » à Elshieshields, dans le Dumfriesshire. Il publie une sorte de mémoires A Traveller’s Alphabet, en 1991.
Il meurt le 1er novembre 2000 à Radway, Warwickshire, à l’âge de 97 ans. Il est inhumé à Lockerbie dans le Dumfriesshire.

## Histoire des croisades
La plupart des ouvrages de Runciman traitent de l’Empire byzantin et de ses voisins entre la Sicile et la Syrie. Il est surtout connu pour son ouvrage de référence traduit en français sous l'intitulé Histoire des croisades et publié en un seul volume en 2006. Selon Peters (2011), l’Histoire des Croisades en trois volumes « devint immédiatement l’étude rédigée par un seul auteur la mieux connue et respectée sur le sujet en anglais".
John Riddle (2008) le considère comme « le plus grand écrivain des croisades », indiquant que Runciman considérait les croisades « comme une invasion barbare aux dépens d’une civilisation supérieure, non celle des musulmans, mais celle de Byzance ». Thomas Madden (2005) souligne son érudition et sa bonne connaissance des sources”. Enfin Mark Vaughn (2007), tout en considérant que l'Histoire des croisades demeure un ouvrage de référence, indique que l'œuvre de Runciman est « maintenant dépassée et sérieusement biaisée ».

## Publications

### En anglais
- The Emperor Romanus Lecapenus and His Reign (1929)
- The First Bulgarian Empire (1930)
- Byzantine Civilization (1933)
- The Medieval Manichee: A Study of the Christian Dualist Heresy (1947)
- A History of the Crusades: Volume 1, The First Crusade and the Foundation of the Kingdom of Jerusalem, (Cambridge University Press 1951)
- A History of the Crusades: Volume 2, The Kingdom of Jerusalem and the Frankish East (Cambridge University Press 1952)
- A History of the Crusades: Volume 3, The Kingdom of Acre and the Later Crusades (Cambridge University Press 1954)
- The Eastern Schism: A Study of the Papacy and the Eastern Churches during the XIth and XIIth Centuries (1955)
- The Sicilian Vespers: A History of the Mediterranean World in the Later Thirteenth Century (1958)
- The White Rajahs (1960)
- The Fall of Constantinople 1453 (1965)
- The Great Church in Captivity (1968)
- The Last Byzantine Renaissance (1970)
- The Orthodox Churches and the Secular State (1972)
- The Empress Irene. Conspectus of History 1.1 (1974): 1-11.
- Byzantine Style and Civilization (1975)
- Balkan Cities--Yesterday and Today. Conspectus of History 1.4 (1977): 1-12.
- The Byzantine Theocracy (1977)
- Mistra: Byzantine Capital of the Peloponnese (1980) (2009 reprint: The Lost Capital of Byzantium: The History of Mistra and the Peloponnese; New foreword by John Freely.)
- [autobiographie] A Traveller's Alphabet. Partial Memoirs. (1991).

### Traductions françaises
- Le Manichéisme médiéval , Payot, Paris 1949 - Traduction de Simone Pétrement et Jacques Marty.
- Le Grand Schisme d'Orient, Les Belles Lettres, 2005  (ISBN 978-2251380728)
- Histoire des croisades, Tallandier, 2006 , 1 279 p. Traduction de Denis-Armand Canal et Guillaume Villeneuve.
- La Chute de Constantinople 1453, Tallandier, coll. « Texto », 2007  (ISBN 978-2847344271).

## Distinctions
- 1957 : membre de la British Academy
- 1958 : Knight Bachelor[9]
- 1965 : membre de l'American Philosophical Society[10]
- 1984 : Compagnon d'honneur[11]